# Superformula

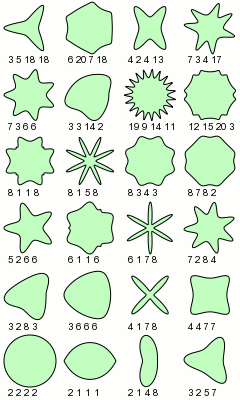
Alcuni esempi di parametri per la superformula:
a=b=1; m, n1, n2 e n3 assumono i valori mostrati in figura.

La superformula è una generalizzazione delle funzioni circolari a due dimensioni in coordinate polari, che permette tramite pochi parametri di ricavare moltissime forme geometriche, dette superforme.
L'equazione della superformula è
{\displaystyle {\frac {1}{\rho }}={\sqrt[{n_{1}}]{\left|{\frac {1}{a}}\cos \left({\frac {m}{4}}\phi \right)\right|^{n_{2}}+\left|{\frac {1}{b}}\sin \left({\frac {m}{4}}\phi \right)\right|^{n_{3}}}},}
dove {\displaystyle \rho } e {\displaystyle \phi } sono le coordinate polari, {\displaystyle m,n_{1},n_{2},n_{3}} sono numeri reali, {\displaystyle a} e {\displaystyle b} sono numeri reali non nulli.
Fu pubblicata per la prima volta nell'aprile del 2003 dal biologo Johan Gielis sul numero 90 dell'American Journal of Botany. Deriva da una generalizzazione della superellisse del matematico danese Piet Hein.

## Estensione a dimensioni superiori
Per estendere a 3, 4 o {\displaystyle n} dimensioni, basta moltiplicare più superforme tra loro. Ecco alcuni esempi in tre dimensioni, ottenuti tramite il prodotto sferico di due superformule {\displaystyle S_{1}} e {\displaystyle S_{2}}, definito da:
{\displaystyle x=r_{1}(\theta )\cos(\theta )r_{2}(\phi )\cos(\phi )}
{\displaystyle y=r_{1}(\theta )\sin(\theta )r_{2}(\phi )\cos(\phi )}
{\displaystyle z=r_{2}(\phi )\sin(\phi )}
dove {\displaystyle \phi } varia tra {\displaystyle -\pi /2} e {\displaystyle \pi /2} (latitudine) e {\displaystyle \theta } tra {\displaystyle -\pi } e {\displaystyle \pi } (longitudine).
|                                                |
| Alcuni esempi di superforme in tre dimensioni. |